# Naturethik
Die Naturethik beschäftigt sich mit dem Wert der Natur. Unter Natur wird hier das gesamte Inventar des Lebens auf der Erde und alle biologischen, ökologischen, physischen und chemischen Prozesse verstanden. Sie ist Teil der Bioethik.

## Abgrenzung und Fragestellung
Die Naturethik ist eine Wissenschaftsdisziplin, eine Disziplin der Ethik, die ihre Fragestellung im Umfeld der Biologie und Philosophie stellt, jedoch spielen häufig auch theologische, politische und soziologische Argumente mit in den Diskurs. Sie umfasst sowohl anthropozentrische als auch physiozentrische Perspektiven und stellt Fragen nach dem moralisch vertretbaren Umgang mit Natur sowie nach dem Wert von Natur und ihren Phänomenen. Ihre spezifische Fragestellung, die Naturaspekte thematisiert, grenzt sie von der Umweltethik ab, die zudem Fragen nach der Technik und den moralischen Kriterien ihrer Anwendung stellt.
Eine zentrale Frage der Naturethik ist, welchen Wesen oder Dingen ein Eigenwert beigemessen werden sollte und welche Wesen um ihrer Selbst willen zu berücksichtigen sind. Hierzu gibt es unterschiedliche Positionen. Während der Pathozentrismus allen schmerzempfindlichen Wesen einen Eigenwert zuschreibt, gehen Biozentrismus, Ökozentrismus bzw. Holismus darüber hinaus. Im Biozentrismus werden alle lebendigen Wesen als moralisch wertvoll betrachtet, im Holismus zusätzlich sogar unbelebte Naturphänomene (wie zum Beispiel Berge oder Arten).
Aus dem  Naturethischen Ansatz folgen eine Reihe von Fragen, die sich auf das praktische gesellschaftliche und politische Handeln und den Umgang mit der uns umgebenden Natur beziehen. Einige Fragen hat die Philosophin Angelika Krebs formuliert:
- Haben wir Pflichten in Ansehung von oder auch Pflichten gegenüber der Natur?
- Hat nur der Mensch eine Würde? Oder gebührt auch der Natur: der Erde, den Meeren, den Wäldern, den Flüssen, den Pflanzen, den Tieren Ehrfurcht?
- Ist die traditionelle anthropozentrische Ethik angesichts ökologischer Krisenerfahrungen heute noch zu rechtfertigen, oder muss sie einer neuen physiozentrischen Ethik weichen?
- Ist globaler Naturschutz etwas, was wir den von der Natur abhängigen Menschen schulden, oder ist er etwas, was wir der Natur selbst schulden?

Eine zweite Sichtweise fragt nach der "Vernunft der Natur".

## Anthropozentrische Konzepte
Man kann zwischen einem Anthropozentrismus im erkenntnistheoretischen und im moralischen Sinne unterscheiden. Nach dem moralischen Anthropozentrismus gebührt Menschen der höchste Wert und kommt allein Menschen Moral zu. Der epistemische Anthropozentrismus betont, dass in der naturethischen Diskussion darüber, ob Natur ein moralischer Wert zukomme, nur Menschen beteiligen und als moralische Subjekte auftreten, die ihre Interessen benennen und geltend machen, während Natur bzw. Naturaspekte allenfalls als Objekte der Moral auftauchen. Daher liegt die Vermutung nahe, dass die Werte, die der Natur zuerkannt werden können, notwendigerweise anthropozentrisch bestimmt sind. Trotzdem kann es auch aus anthropozentrischer Perspektive sinnvoll sein, der Natur einen Wert jenseits menschlicher Zwecke zuzubilligen. Anthropozentrische Konzepte der Naturethik beziehen ethische Positionen auf den Menschen, der z. B. der Natur moralische Werte zuerkennen kann. An sich habe die Natur keinen Wert, sondern nur für Menschen. In der Diskussion um den Schutz der Natur und durch Studien zur Umweltgeschichte ist die anthropozentrische Position in den Verdacht geraten, dass sie letztlich zur Naturzerstörung geführt habe. Andererseits können aus der anthropozentrischen Position auch Argumente für Werte der Natur formuliert werden, die jenseits eines instrumentellen Naturverhältnisses stehen. Um den Anspruch auf eine zentrale Stellung des Menschen im Anthropozentrismus zu relativieren, wird mittlerweile von einer humanistischen Sicht gesprochen, wenn die Bestimmung von Werten der Natur aus der Perspektive von Menschen getroffen wird. Argumente, die aus anthropozentrischer Sicht für einen moralischen Wert der Natur sprächen, können vier Strategien zugeordnet werden: physiologische, perzeptive, soziale und inklusive Argumentationsweisen.

### Physiologische Argumente
Argumente, die sich auf die Physiologie des Menschen beziehen, betonen seine Abhängigkeit von Natur. Zwar könne der Mensch bestimmte Naturbindungen technisch lösen, bleibe aber gerade in der Technik, die bestimmte Naturaspekte nutzt, weiterhin naturgebunden. Physiologische Argumente können auf instrumentelle Aspekte beschränkt (z. B. ökonomischer Nutzen) oder mit moralischen Implikationen verknüpft werden z. B. beim Basic-Needs-Argument.
Das Basic Needs Argument besagt, dass Menschen als Lebewesen, die mit ihrer Umwelt im Stoffwechsel stehen, kein vernünftiges, verallgemeinerungsfähiges Interesse daran haben können, die natürlichen Voraussetzungen ihres Lebens zu zerstören. Daraus wird abgeleitet, dass Natur bzw. bestimmte Naturaspekte, die für die physische Existenz von Menschen bedeutsam sind, aufgrund des Wertes menschlichen Lebens erhalten werden müssten. Damit komme dem Menschen die Aufgabe zu, Natur neben aufgrund von Nützlichkeitserwägungen auch aus moralischen Gründen zu schützen. Diese moralische Verpflichtung der Menschen gegenüber Natur bzw. Naturaspekten basiert also auf dem Selbstwert des Menschen.
Besonders deutlich treten die moralischen Implikationen des Basic-Needs-Arguments hervor, wenn die moralischen Subjekte, die über den Zustand der Natur entscheiden, von den Folgen ihrer Entscheidungen selbst nicht betroffen sind, sondern Menschen in anderen Gesellschaften oder zukünftiger Generationen, weil in diesem Fall der instrumentelle Aspekt nicht korrigierend in die Entscheidungsfindung einbezogen werden kann. Erkennt man aber an, dass moralische Implikationen des individuellen Handelns auf das Wohl aller Menschen bezogen sind, dann betreffen die Folgen der Entscheidung auch die moralische Integrität des entscheidenden Subjekts. Die Entscheidung ist allerdings davon abhängig, wer zur Moralgemeinschaft gehört und daher für die moralisch vertretbare Entscheidungsfindung relevant ist (siehe auch Inklusionsargumente).

### Perzeptive Argumente
Die Wahrnehmung von Natur sowohl im ästhetischen wie im praktischen Modus bindet Menschen emotional in ihre Naturerfahrung ein und ermöglicht zugleich eine Selbsterfahrung durch die Natur.
Für einen eigenen Wert der Natur spräche die Bereicherung der Selbsterfahrung von Menschen in der Begegnung mit Natur. Insofern stellt das ästhetische Argument heraus, dass in der Erfahrung von Naturschönheit der ästhetische Sinn des Menschen aktiviert werden könne, noch bevor die bewusste Rezeption von Kunstwerken eingesetzt hat. So wird z. B. von Martin Seel die Wahrnehmung des Naturschönen als Motivation eingestuft, dass Menschen selber künstlerisch tätig werden, und wird ihr ein ästhetischer Eigenwert zuerkannt. Andererseits entlaste die Wahrnehmung von Naturschönheit den Menschen von der Verantwortung für die Welt.
„Der ästhetische Eigenwert der Natur ergibt sich aus dem eudämonistischen Eigenwert, den die Praxis der ästhetischen Kontemplation für Menschen hat. […] Der Schutz ästhetisch attraktiver Natur ist den Betrachtern der Natur geschuldet und nicht der Natur selbst. Das gute Leben der Betrachter hat moralischen Eigenwert, nicht das Gute der Natur selbst“, betont Angelika Krebs.
Die Natur ermögliche dem Individuum eine emotionale Selbsterfahrung, die eine andere Qualität hat, als diejenige im (städtischen) Gesellschaftsleben. In der ästhetischen Erfahrung der Landschaft erlebe sich das in seinen gesellschaftlichen Rollen und Funktionen fragmentierte Individuum in seiner potenziellen Ganzheit, so dass der landschaftlichen Natur für Menschen ein Wert zukommen kann, von dem her sie an ihrer Erhaltung interessiert sind. Dieses Interesse betrifft vor allem die Wildnis, d. h. nur wenig von Menschen beeinflusste Naturaspekte, die ästhetische, emotionale und praktische Potenziale für Erfahrungen enthalten, die in der technisch überformten und funktional bestimmten Welt nicht gemacht werden können, z. B. Erfahrungen des Erhabenen.
Über die kontemplative Betrachtung hinaus biete Natur auch ein Feld praktischer Erfahrungen mit einer Realität, die nicht oder in geringem Ausmaße technisch geprägt sei und in der sich das Individuum von gesellschaftlichen Normen leichter distanzieren könne. Das praxisbezogene Argument bezieht sich auf die Erfahrung, dass viele Verhaltensnormen und Einschränkungen durch Besitzverhältnisse, die der praktischen Entfaltung menschlicher Autonomie in der Stadt entgegenstehen, auf dem Land weniger rigide kontrolliert und leichter ignoriert werden können. Insofern ermöglicht die ländliche Natur eine praktische Erfahrung von Freiheit. Zudem wird in der Moderne Natur mit Freiheit assoziiert. Aus dem Interesse an dieser Erfahrung von Autonomie in der Natur kann ein Wert der Natur für den Menschen abgeleitet werden.

### Soziale Argumente
Soziale Argumente führen an, dass der Natur ein Wert z. B. für den kulturellen Fortbestand einer Gesellschaft zukomme. Für eine Gesellschaft, die sich in Differenz zur Natur bestimmt, ist ein Begriff von Natur jenseits kultureller Muster notwendig, um zu bestimmen, was Kultur überhaupt sein kann. Auf der begrifflichen Ebene dient Natur als Grenzbegriff dazu, das Andere der Kultur, das, was sie nicht ist, zu benennen und Kultur formal zu bestimmen. Für das Andere der Kultur steht die Natur, die über bestimmte kulturelle Muster inhaltlich ausformuliert und bildlich als konkrete Natur z. B. Landschaft erfahren werden kann.
An diesen Gedanken setzt das Heimat Argument an: Denn verschwinde das Andere der Kultur, indem sich z. B. dessen konkreten Anschauungen auflösen, dann verliere der Kulturbegriff seine spezifische Bedeutung bzw. wandelt sich diese. Aus dieser inhaltlichen Veränderung der Kultur folge dann ein Wandel in der Bestimmung der sozialen und individuellen Identität. Der Wert, der z. B. im Naturschutz einer gewohnten Naturausstattung und geschichtlich entstandenen Landschaft zuerkannt wird, entstammt demnach letztlich dem moralischen Interesse am Fortbestand einer bestimmten Art der Vergesellschaftung von Menschen und ihrem kulturellen Selbstverständnis (z. B. im Sinne individueller und sozialer Identität).
Eine weitere Form sozialer Argumente für den Wert von Natur stellt das pädagogische Argument dar. Das pädagogische Argument besagt, dass der praktische Umgang von Menschen mit Tieren und Pflanzen ein Ausdruck ihrer moralischen Haltung zur Natur sei und diese moralische Haltung zur Natur wiederum nicht unabhängig von moralischen Einstellungen innerhalb der Gesellschaft sei. Beispielsweise betont Immanuel Kant, dass die Achtung vor Lebewesen und die Aufgeschlossenheit für die Naturschönheit vor einer Verrohung der Menschen untereinander schützen könne. Diese Hoffnung wird in Bezug auf die demonstrative Naturliebe in Kombination mit rassistischen Ideologien z. B. des Naturschutzes im Nationalsozialismus kritisch gesehen.
Das pädagogische Argument wird von antispeziestischer Seite her, wie sie z. B. im Öko-Anarchismus vertreten wird, radikalisiert. Zwar stehen Antispeziesisten dem Anthropozentrismus kritisch gegenüber, allerdings argumentiert der Antispeziesismus insofern anthropozentrisch als er Gewaltverhältnisse von Menschen zu anderen Lebewesen kritisiert, nicht aber Verhältnisse zwischen nicht menschlichen Lebewesen als potenzielle Gewalt auffasst. Das antispeziestische Argument geht von dem Ideal einer gewaltfreien und herrschaftslosen Gesellschaft aus, in der keine Formen von Unterdrückung über z. B. politische, ökonomische, pädagogische, erotische oder emotionale Verhältnisse bestehen sollen. Dieser Anspruch beziehe sich aber nicht nur auf Verhältnisse innerhalb der Spezies Mensch, sondern letztlich auch auf das Verhältnis von Menschen zu anderen Spezies. Wer aus einer anthropozentrischen Perspektive an einer gewaltfreien und herrschaftslosen Gesellschaft interessiert sei, müsse diesen Anspruch auch auf das Verhältnis zu anderen Spezies und seine moralische Haltung zu diesen ausdehnen, so dass daraus ein eigener Wert der Natur resultiere.

### Inklusive Argumente
Das inklusive Argument erstrebt eine vermittelnde Position, die aus epistemischer anthropozentrischer Perspektive auch physiozentrische Konsequenzen, vor allem solche des Pathozentrismus, anerkennen kann.
Das Verhältnis von anthropozentrischen zu physiozentrischen Konzepten wird von der Frage nach dem Umfang von Moralgemeinschaften, auf die sich die Verantwortung bezieht bzw. deren Mitglieder dementsprechende Berücksichtigung verlangen können, berührt. Durch die Erweiterung von Moralgemeinschaften können anthropozentrische Konzepte letztlich auch physiozentrische Argumentationsstrategien integrieren. Aus einer anthropozentrischen Perspektive könnte die logische Ausdehnung von Moralgemeinschaften auf Individuen, die miteinander kommunizieren, beschränkt sein, auf andere Gesellschaften und Menschen, die ihre Interessen nicht kommunizieren können, erweitert und könnten auch Tiere und Pflanzen mit einbezogen werden. Wie zwischen Menschen innerhalb einer Moralgemeinschaft weiterhin Konflikte bestehen, die ausgehandelt werden müssen, wäre mit der Erweiterung der Moralgemeinschaft auf alle Lebewesen kein harmonischer Zustand erreicht. Moralische Konflikte bestünden fort, nur mit dem Unterschied, dass ein Interessenskonflikt zwischen einem Menschen und einem Tier (zumindest unter Menschen) als moralische Frage debattiert werden müsste.

## Physiozentrische Konzepte

### Pathozentrismus
Wenn man Moral charakterisiert als etwas, das sich für den gleichen Respekt vor dem guten Leben aller Kreaturen einsetzt, folgt das Argument, dass ein gutes Leben auch Tiere führen können und es daher nicht einleuchtet, wieso sich der moralische Mensch nur um das gute Leben von anderen Menschen kümmern soll. Dabei wird davon ausgegangen, dass zumindest Tiere, in radikaler Sichtweise auch Pflanzen und die unbelebte Natur, etwas fühlen und ihnen dadurch ein moralischer Eigenwert zukommt. Damit wären sie ihrer selbst willen zu schützen, d. h. auch dann, wenn dies der Menschheit zum Nachteil gereicht, wie beim Verzicht auf medizinische Tierversuche und kritische Varianten der Tierhaltung. Dieses "pathozentrische" Argument  wird u. a. von Peter Singer, Tom Regan und Ursula Wolf vertreten.
Gegen dieses Leidensargument gibt es eine Reihe von Einwänden. Eines ist der Policing-Nature-Einwand. wonach der Pathozentrismus zu der absurden Konsequenz führe, dass wildlebende Beutetiere vor Raubtieren zu schützen seien.

### Biozentrismus
Dem Biozentrismus liegt, wie allen naturethischen Sichtweisen, ein ethisches Modell zugrunde, das allem „Lebendigen“ einen ethischen Eigenwert zuordnet. Ist dieser Eigenwert für alle Entitäten derselbe, also ohne Abstufung, spricht man von einem radikalen Biozentrismus oder egalitärem Biozentrismus, sonst von einem hierarchischen beziehungsweise schwachen Biozentrismus. Zu den bekanntesten Vertretern des Biozentrismus gehört Albert Schweitzer, auf den die paradigmatische Formulierung Ehrfurcht vor dem Leben zurückgeht: „Ich bin Leben, das leben will, inmitten von Leben, das leben will“.

### Holismus
In der Naturethik wird der Holismus als eine Sichtweise für den Eigenwert der Natur angeführt. Prominente Vertreter des Holismus sind neben Arne Naess (Tiefenökologie), Carolyn Merchant (Ökofeminismus), Aldo Leopold (Land Ethik), Adolf Meyer-Abich auch Jan Christiaan Smuts (Schöpferische Evolution), der den Begriff erstmals prägte. Den holistischen Ansätzen ist die Auffassung gemeinsam, dass das Ganze mehr sei als die Summe seiner Teile. Demgemäß könne der Wert des Ganzen nicht von seinen Bestandteilen her bestimmt werden und komme dem Ganzen vor seinen Teilen Priorität zu. Bezogen auf den Eigenwert des Ganzen bedeutet dies, dass die einzelnen Bestandteile, die dem Ganzen funktional eingepasst sind, sich ihm auch moralisch einzufügen hätten.
Eine Variante des Holismus ist der Ökozentrismus, der anders als der Biozentrismus, der sich nur auf den Wert einzelner Lebewesen (Individuen) bezieht, auch Arten, Lebensgemeinschaften, Ökosystemen und Landschaften, also überindividuellen Ganzheiten einen moralischen Wert zuerkennt.

## Eigener Wert der Natur
Die Unterscheidung zwischen Selbstwert, Eigenwert und Nutzwert von Natur ist im Zusammenhang der Diskussion um die Auslegung des § 1 BNatSchG zu verstehen. Dort findet sich die Forderung, dass Natur und Landschaft unter anderem „auf Grund ihres eigenen Wertes“ zu schützen seien. Der Eigenwert der biologischen Vielfalt wurde schon in der Präambel der Biodiversitätskonvention (1992) erwähnt.

### Problematik der Wertfindung
Umstritten ist, wie der eigene Wert der Natur inhaltlich ausgefüllt werden kann, da die Naturschutzdiskussion eine „verwirrende Vielfalt von Eigenwertbegriffen“ hervorgebracht hat. Daher kommt der im Gesetzestext nicht inhaltlich ausgefüllte Forderung, die Natur auf Grund ihres eigenen Wertes zu schützen, in der Rechtsprechung keine praktische Relevanz zu. So betonen Gassner und Heugel: „Unter Wertungsaspekten ist hervorzuheben, dass die Silbe 'Eigen' der praktischen Rechtsanwendung nicht weiterhilft“; letztlich könne „der Begriff des Eigenwertes nicht halten, was er verspricht“. Dennoch lassen sich zwei generell verschiedene Ansätze in der Naturschutzethik erkennen:
1. Die Natur um der Menschen willen zu schützen
2. Die Natur um ihrer selbst willen zu schützen

In der moralphilosophischen Diskussion zur Naturethik wird vorgeschlagen, in Bezug auf Natur bzw. Naturaspekte zwischen dem instrumentellen Wert der Natur (Nutzwert), dem inhärenten Wert der Natur (Eigenwert) und dem intrinsischen Wert der Natur (Selbstwert) zu unterscheiden. Da diese Werte auf unterschiedlichen Ebenen angesiedelt sind, müssen sie einander nicht ausschließen, können aber in der Gesellschaft zu einem Normenkonflikt führen, aus dem Prioritäten resultieren.

### Nutzwert, Eigenwert und Selbstwert
Nutzwert und Eigenwert der Natur werden von einer anthropozentrischen Ethik her bestimmt (s. o.). Der Selbstwert der Natur basiert auf einer physiozentrischen Ethik (s. o.).
Der instrumentelle Nutzwert der Natur wird durch Interessen und Nutzungsansprüche von Menschen bestimmt. Im Allgemeinen spricht man hinsichtlich der ökonomischen Interessen an Naturgütern von ihrem Nutzwert. Der Nutzwert kann über die Art und Weise ihrer Aneignung qualifiziert (Blumen pflücken, um sie zu verschenken) sowie über Produktionsaufwand und Preisbildung quantifiziert werden (Blumen züchten, um sie zu verkaufen). Damit steht neben dem quantifizierbaren ökonomischen Wert ein eudämonistisch orientierter Wert der Natur, der auf ein qualitativ gutes Leben ausgerichtet ist (s. u.).
Der inhärente Eigenwert der Natur wird ihr in Bezug auf Kultur und Identität von Menschen zuerkannt, wodurch sie für Menschen einen eigenen Wert erhält. Bestimmte Naturaspekte können mit Geschichte und Erinnerungen verbunden sein und damit für eine Gesellschaft und auch für Individuen kulturelle Bedeutung erlangen und daher wertvoll sein. „Um über den instrumentellen Rahmen der Nutzung der Natur als Ressource hinaus auch die ästhetischen, symbolischen und kulturellen Funktionen der Natur für den Menschen stärker zu betonen, wird dieser Wert der Natur auch als Eigenwert der Natur bezeichnet“. Dieser Eigenwert der Natur ist mit kulturellen Sinngebungen und gesellschaftlichen Zielen verbunden, wie Vorstellungen vom guten Leben. Man spricht daher von eudämonistischen Eigenwerten, die Natur und Landschaft für Menschen haben können.
Der intrinsische Selbstwert der Natur wohne ihr selbst inne und zwar unabhängig von ihrer Wertschätzung durch Menschen. Die Natur und Naturaspekte hätten demnach einen Wert an sich, der von Menschen respektiert werden müsste. Der Selbstwert wird von Menschen für sich in Anspruch genommen und im GG anerkannt: „Die Würde des Menschen ist unantastbar“. Der Selbstwert des Menschen verlangt überdies, dass allen Menschen ein Selbstwert zuerkannt werden muss und in jedem Menschen daher seine Würde geachtet werden soll. Das bedeutet für den intrinsischen Selbstwert der Natur, dass neben den Menschen auch anderen Lebewesen und sogar nicht lebenden Naturaspekten eine Würde eigen ist, die von Menschen geachtet werden müsste. Aus diesem Anspruch resultieren sowohl auf der theoretischen als auch auf der praktischen Ebene Probleme wie logische Paradoxa, ethische Konflikte und Handlungsprobleme.
Der Naturschutzökonom Ulrich Hampicke konstatiert, dass die meisten Menschen, „welche vom ‚Eigenwert‘ der Natur sprechen, eher einen inhärenten als einen intrinsischen Wert“, also keinen Selbstwert meinen.

## Vernunft der Natur
Die Idee von der Vernunft der Natur meint, dass die belebte Natur Strategien entwickelt hat, die wir beim Menschen als vernünftig erachten oder als intelligent betrachten.
Dazu zählt die "Vernunft der Gefühle" im Sinne von Dieter Zimmer, die Gerechtigkeitsstrategie des Tit for Tat, die kollektive Intelligenz als „Schwarmintelligenz“ und allgemeiner die „Kooperation“ im Sinne des Primatenforschers Tomasello, etwa als Verbindung von Reziprozität und Solidarität. Auch spiegelt der Darwinismus die Ethik des Utilitarismus wider und beruht zugleich auf ihr.
Der Rechtsanthropologe Axel Montenbruck bündelt diese Ansätz ebenfalls unter dem Begriff dem Begriff Naturethik. Seines Erachten sei es dabei aus der Sicht des Dualismus offen, ob es sich im Sinne des Idealismus um Strategien handele, die der Menschen für sich selbst entwickelt habe, sodass die Strategien evolutionär erprobten und so erfolgreichen Naturvernunft nur analog zu denen der menschlichen Vernunft einzuordnen seien und diese nur bekräftige. Es könne sich aber aus der Sicht des Naturalismus auch beim Menschen um genetisch vorprommierte moralanaloge Instinkten handeln, die das Naturwesen Mensch nur individuell relativ frei nutzen und auch in Gruppen kulturell gesondert ausformen könne.